# Bêche (construction)
Pour les articles homonymes, voir Bêche.
Une bêche est une butée soudée sous une plaque d’embase et pénétrant dans le béton de fondation pour résister à un effort horizontal.